# 厄爾布爾士 (內華達州)
厄爾布爾士（英語：Elburz）是位於美國內華達州埃爾科縣的非建制地區。

## 地理
厄爾布爾士所處的海拔為高於海平面1587米（即5207英呎），而該地所採用的時區為UTC-8，即太平洋时区（PST）。同時該地設有夏令時間，為UTC-8調快一小時，即UTC-7（PDT）。